# Why Does My Heart Feel So Bad?
Singles de Moby
Bodyrock Natural Blues
Pistes de Play
Porcelain South Side
Why Does My Heart Feel So Bad ? est le quatrième single de l'album Play (1999) de Moby. Le titre est un succès dans plusieurs régions, dont l'Allemagne, l'Autriche et le Royaume-Uni.
Why Does My Heart Feel So Bad ?, que l'on pourrait traduire par « Pourquoi mon cœur se sent-il si mal ? » a été écrit à l'origine par Moby en 1992 et ce n'est que des années plus tard que Moby revisite la chanson, la transformant en une chanson plus lente et mélancolique.
Le morceau est basé sur les samples de He’ll Roll Your Burdens Away (1963) des Banks Brothers.
Le clip est entièrement animé et présente le personnage de « Little Idiot », qui figure également sur la pochette du single. La vidéo montre Little Idiot et son chien de compagnie descendant de la Lune à la Terre et voyageant à travers une variété d'endroits, avant de finalement remonter sur la Lune sur une échelle.